# 청혼 (드라마)
《청혼》은 2004년 2월 16일부터 같은 해 7월 31일까지 방영하와이주 SBS 아침연속극이었었다.

## 기획 의도
우리는 모두 ‘행복’을 소망한다. 행복하기 위해서 어떤 사람은 돈을, 어떤 사람은 명예를, 어떤 사람은 사랑을 좇기도 하고, 각자 행복하기 위해서 반드시 필요하다고 여기는 것들을 얻고자 한다. 그 과정에서 자칫, 지금 좇아가는 그것보다 가치를 따질 수 없을 정도로 소중한 것을 잃는다는 것을 모르는 수도 있고, 자신의 이기심 때문에 주변에 치명적인 상처를 입히고 있다는 것을 간과하기도 한다. 과정이 이렇다면 목적한 바를 얻었다고 해서 그것을 진정한 행복이라고 할 수 있을까. 스스로 파멸에 이르는 어리석은 인간과, 진정한 사랑을 찾아 지혜롭게 승리하는 여인을 통해 우리가 정말로 소중하게 여겨야 할 것이 무엇인지 생각해 보고자 한다.

## 줄거리
한경희는 도무지 무슨 일인지 내막을 정확하게 알 수 없어 불안하기 짝이 없지만 남편 장진우가 하자는 대로 합의 이혼서에 도장을 찍는다.
장진우와는 칠년 전 결혼해서 여섯 살 난 딸까지 있지만 정상적인 부부처럼 같은 공간에서 함께 살아본 것은 다 합해서 불과 몇 달이 될까말까 하다. 열살 나던 해에 졸지에 고아가 된 장진우를 아버지가 집으로 데리고 와서 남매처럼 한집에서 자라긴 했지만 고등학교를 졸업하고 서울에 있는 대학교로 진학하고부터는 거의 헤어져 있던 것이나 다름없다. 장진우와 함께 서울에 있는 대학으로 진학한 경희는 두 사람의 학비를 대기가 벅찼던 아버지가 경희를 희생하게 하고 장진우만 공부시키기로 결정함으로써 경희는 한 학기만에 학교를 그만두고 다시 아버지 옆으로 내려왔다. 장진우로 인해 경희가 희생을 한 것은 공부를 중도에 그만두게 된 것뿐이 아니다. 그때는 어릴 때였었고 어른들이 얘기해 주지 않아 자세한 내막은 모르지만 엄마와 아버지의 이혼이 아버지가 장진우를 데리고 왔던 그 일과 연관 있다는 것은 막연하게나마 알고 있었다.
그러나 천성이 착한 경희는 장진우에게 따뜻하게 대해 주었고, 함께 자라면서 자연스럽게 사랑하게 되어 결혼까지 했다. 그러나 둘은 말이 부부였지, 주말부부처럼 이따금씩만 만날 수 있을 뿐이었다. 그것도 장진우가 바쁘면 몇 달 동안이나 오지 않았기 때문에 정말 결혼을 하기는 한 건가 싶을 정도로 부부 사이는 다른 사람들과 달랐다. 가장 큰 이유는 경제적인 것이었고, 두 번째는 아버지의 고집 때문이었다고 할까. 아버지는 강원도의 경치 좋은 곳에 작은 규모의 민박집을 운영하고 계셨다. 어머니도 안 계신 집에 늙으신 아버지 혼자 그 많은 일을 하시게 하면서 사시게 할 수가 없었던 것이다. 경희는 이 문제로 사실 머리가 터질 만큼 걱정스럽다.
요즘 좋은 시설을 갖춘 숙박업소가 얼마나 많은데 누가 민박집을 찾겠는가. 가난한 여행객들이나 어쩔 수 없이 가끔 찾을 뿐이다. 손님은 날이 갈수록 줄고 사정이 점점 여의치 않아 여기 저기서 빚을 얻어 꾸려 가야 할 처지가 되고 말았다. 얼마 전, 서울에서 왔다는 사람들이 무슨 시설인가를 짓는다며 주변 땅을 모조리 사 들인다는 소문이 있었다. 소문은 사실이었다.
그 사람들이 마침내 경희의 집에까지 중간 소개인을 넣어 매도 의사를 타진했었다. 그러나 경희는 아버지를 너무 잘 안다. 아버지는 아마 세상의 절반을 준다고 해도 이 집은 팔지 않으실 것이다. 아니, 팔지 못하실 것이다. 이 집은 아버지의 인생이니까. 단호하게 두 번 다시는 말도 꺼내지 못하게 해서 돌려 보내고 말았지만 지금 생각하면 여간 후회가 되는 것이 아니다. 그냥 그때 좋은 가격을 받고 팔아서 서울로 옮겨 갔으면 다 잘 되지 않았겠나 싶은 것이다. 그렇게 집을 팔라고 하는 사람들이 다녀간 지 불과 얼마 후, 빚쟁이들 중 하나가 그만 경매 신청을 해버린 것이다. 남겨진 시간은 보름. 그 안에 빚을 해결하고 취소를 시키지 않으면 경매가 진행되어 남의 손에 넘어가 버린다.
고통스러운 침묵으로 일관하며 술만 드시는 아버지께 장진우가 위장 이혼을 하자고 한다는 말씀은 드릴 수가 없었다. 왜 이렇게 갑자기 나쁜 일이 몰아 닥치는지 무섭고 떨리지만 이혼은 그저 서류상으로 잠깐 동안만 해두는 것이고, 나중에 일이 해결되고 나서 다시 신고하면 아무 문제도 없으니 눈곱만큼도 걱정 말라는 장진우의 말만 믿을 수밖에 없는 경희는 마침내 경매 기일에 법정에 나가 본다. 혹시 유찰이 되면 약 한달 간 시간을 벌 수 있다는 말에 실낱 같은 희망을 걸고서. 그러나 법정에 나간 경희는 또 한번 경악한다.
바로 그 자리에 장진우가 와 있다. 위장 이혼을 하러 가정법원에서 만난 후에도 전화 한 통 없어 애간장을 태우던 장진우는 바로 아버지의 집 경매에 참가해서 단독 입찰인으로 낙찰을 받고 만다. 무슨 무슨 회사의 대리로 왔다는 진행인의 말에 당혹감을 감추지 못하는데….

## 등장인물

### 주요 인물
- 조민수(한경희) : 32세. 사랑을 지키기 위해 자신이 가진 모든 것을 거는 아름다운 여자. 극의 중심 인물. 명랑하고 낙천적이고 잘 웃고 덜렁대서 실수도 잘 했었지만 인생의 크나 큰 고통을 겪고난 후 성숙해진다. 가슴에 사랑이 넘칠 만큼 따뜻하고 열심히성실히 정직하게 살자는 주의. 사람을 잘 믿고 누구에게든 어머니와 같은 애정으로 정성껏 대한다. 그러나 도리에 어긋난다 싶은 것을 볼 때면 폭력도 불사하는 다혈질적인 면도 다분하다.
- 이진우(심우경) : 35세. 무뚝뚝하고 퉁명스러운 사람같지만 여리고 외로움을 타는 가슴 따뜻한 남자. 준재벌인 심회장의 실질적 후계자. 엄하기만 하고 너무 바빠서 도무지 정을 주지 않는 부모와 준 재벌급 집안의 아들이라는 점 때문에 친구들도 진실로 마음 터놓고 사귈 수가 없는 등, 외로운 어린 시절을 보냈다. 단 한번 사랑했던 여자가 있었지만 어머니의 반대와 방해로 헤어지고 난 후, 누구에게도 마음 줄 수 없어 다시는 사랑 같은 것 할 수 없을 줄 알 았었다.
- 선우재덕(장진우) : 32세. 꼭대기에서 군림해 보고 한세상 거칠 것 없이 한번은 살아야 하는 남자. 한경희의 전남편. 예나의 아빠. 열살 때 고아가 되어 꼼짝없이 고아원에 보내지게 된 것을 한경희의 아버지가 거두어들여 자식처럼 키워 주셨던 어두운 과거가 있다. 머리 회전이 비상하고 말수가 적어 믿음직해 보이지만 사실은 가슴속에 거세게 타오르고 있는 야망의 불꽃을 감추고 있다. 출세와 부를 위해서는 다소간의 희생이 불가피하다고 믿고 있다.
- 강경헌(세련) : 30세. 목적을 위해서는 수단이나 방법은 큰 문제가 되지 않는 여자. 장진우의 연인. 사교적이고 도발적. 이기적이고 목적을 위해서는 수단이나 방법은 큰 문제가 되지 않는다고 생각한다. 부모가 갑작스러운 사고로 돌아가시면서 남겨 놓은 유산은 엄청난 것이어서 더 이상 욕심부릴 아무런 이유가 없지만 그래도 성에 안 차 끊임없이 무슨 일인가를 벌인다. 그 과정에서 장진우는 그저 이용가치가 있는 하수인 정도일 뿐이다.

### 주변 인물
- 최미영(한남희) : 23세. 경희 여동생. 대학 졸업반. 서울에서 대학을 다니고 있다. 언니처럼 정의감 강하지만 다분히 감정적인 언니와 달리 이성적이다. 언니가 불행에 빠지자 가슴이 찢어진다. 자신이 두살, 젖먹이일 때 아버지와 헤어진 엄마를 대신해서 지금까지 언니가 엄마 노릇을 해 주었었다.
- 한상진(승욱) : 23세. 한남희 연인. 대학 동기. 한남희를 단순한 여자 친구 이상으로 사랑하고 있다. 한경희 모녀가 서울로 옮겨오고 남희와 함께 살게 되자 자신도 거의 붙어살다 시피 하면서 남자 없는 집안에 기둥이 되어 준다. 나이는 어리지만 속이 깊고 가슴이 넓어서 별명이 영감.
- 정영숙(경희 모) : 58세. 한경희&한남희 친 엄마. 자매가 아직 어릴 때, 남편과 헤어져 서울로 와서 미용실을 차려 지금은 제법 알려진 미용실을 운영하고 있다.
- 정혜선(오 여사) : 60세. 심우경 어머니. 철저하게 계산적인 이중인격자. 돈이면 세상에 안 되는 것이 없다고 생각하는 철의 여인.

### 그 외 인물
- 김인태(심 회장)
- 여호민, 전성우, 박정선, 황보라, 이승민, 원숙희, 권오영, 김형범, 백승욱, 김영철, 장은비, 민경조, 김윤정

## 참고 사항
- 작가 허숙은 2001년 <그래도 사랑해> 이후 3년 만에 집필 활동을 재개했다.
- 세련이 애인의 전 부인 경희를 혼내주기 위해 폭력배를 시켜 경희 가족을 괴롭힌다는 폭력적인 내용이 있어서 비난을 샀다.[1]